# Liste der Monuments historiques in Compans
Die Liste der Monuments historiques in Compans führt die Monuments historiques in der französischen Gemeinde Compans auf.

## Liste der Objekte
| Bezeichnung | Beschreibung           | Standort                                        | Kennzeichnung | Schutzstatus | Datum | Bild |
| ----------- | ---------------------- | ----------------------------------------------- | ------------- | ------------ | ----- | ---- |
| Taufbecken  | Stein, 17. Jahrhundert | in der Kirche Notre-Dame de l’Assomption (Lage) | PM77000411    | Classé       | 1981  |      |